# Homoneura outerensis
Homoneura outerensis är en tvåvingeart som beskrevs av Kim 1994. Homoneura outerensis ingår i släktet Homoneura och familjen lövflugor. Inga underarter finns listade i Catalogue of Life.